# Sauber SHS C6
La Sauber SHS C6, anche detta "Sauber C6", è una vettura da competizione realizzata dalla Sauber e dallo studio di progettazione Seger & Hoffman (da qui la particolare denominazione SHS) appartenente alla categoria dei prototipi di Gruppo C. Partecipò con la squadra di Peter Sauber al Campionato mondiale Endurance 1982 e al Deutsche Rennsport Meisterschaf, il campionato tedesco per vetture sport.
Seger & Hoffman abbandonarono il progetto a stagione inoltrata, lasciando lo sviluppo dell'auto completamente nelle mani della Sauber.

## Storia
Dopo i successi della Sauber C5, il costruttore svizzero Peter Sauber fu contattato dalla Seger & Hoffman per realizzare il telaio monoscocca della vettura con cui erano intenzionati a iscriversi al Campionato mondiale Endurance 1982, su cui fu montata la filante carrozzeria realizzata dalla piccola azienda di compositi e progettata (come l'intera vettura) nel 1981 da un gruppetto di ingegneri della Mercedes-Benz (tra cui Leo Ress, Rolf Holzapfel, Wolfgang Muller e l'esperto di aerodinamica Rudiger Faul) durante il loro tempo libero e senza il supporto della casa madre.

## Tecnica
La C6, messa in campo con il finanziamento dell'azienda Basf, fu progettata per accogliere il motore V8 Mercedes-Benz M117, ma alla fine fu dotata del classico motore Ford-Cosworth DFL da 3,9 litri, molto parco nei consumi ma che dava parecchi problemi di vibrazioni e a fine stagione fu installato in uno dei due esemplari dalla Brun Motorsport un motore BMW turbocompresso di 1,7 litri preparato da Schnitzer che fece la sua comparsa solo per l'ultima gara: la 1000 km di Brands Hatch.

## Carriera agonistica
Durante il 1982 partecipò a quasi tutte le gare del mondiale Endurance, compresa la 24 Ore di Le Mans, dove le due vetture si ritirarono l'una dopo 55 giri e l'altra dopo 76 giri nonostante la più veloce di esse fosse partita dal settimo posto in griglia. La squadra Sauber quell'anno saltò solo la trasferta in Giappone per la 6 Ore del Fuji e si classificò 5ª nel campionato. Per il Campionato mondiale Endurance 1983 le C6 furono sostituite dalle Sauber C7, spinte dal motore 6 cilindri in linea BMW M88 da 3,5 litri che il team Sauber conosceva a fondo avendolo usato con le BMW M1 del Campionato ProCar e furono quindi vendute al team privato di Walter Brun, che le modificò e rinominò Sehcar SH C6 (a volte riportato come Sehcar C6): al telaio numero 1 accoppiò un motore 6 cilindri in linea BMW M88 da 3,5 litri a cui era stato applicato un turbocompressore e iscrisse la vettura alla 1000 km del Nürburgring del 1983 (l'ultima disputatasi sulla Nordschleife lunga più di 20 km).

La vettura figurò bene in qualifica (settima dietro alle tre Porsche 956 ufficiali, alla migliore Lancia LC2 e alle 956 del John Fitzpatrick Racing e del Canon Racing) ma che in gara venne completamente distrutta in un incidente, causando la sospensione della gara per rimuoverne il rottame. L'altro esemplare conservò il motore Cosworth DFL e fu usato nel biennio 1983/Campionato mondiale Endurance 1984, alla fine del quale fu acquistato dallo svizzero Roland Bassaler, che la schierò col nome originale di Sauber SHS C6 in Gruppo C Junior ("poi C/2"), dove le vetture per regolamento potevano utilizzare minori quantità di carburante,con la versione aspirata del medesimo BMW M88 6 cilindri in linea da 3,5 litri. Bassaler la impiegò in alcune gare del mondiale endurance nel 1985 e 1986, per poi limitarsi alla sola 24 Ore di Le Mans dal 1987 al 1994, quando la vetusta vettura venne sottoposta ad un radicale aggiornamento, rimotorizzata con un V8 Cosworth DFZ elaborato dal preparatore svizzero Heini Mader e rinominata Alpa LM001.